# Tomoyuki Sakai
Tomoyuki Sakai (酒井 友之, Sakai Tomoyuki) est un footballeur japonais né le 29 juin 1979 dans la préfecture de Saitama au Japon.